# Me too – Wer will schon normal sein?
Me too – Wer will schon normal sein? (Originaltitel: Yo, también; wörtlich: „Ich auch“) ist ein spanischer Film der Regisseure Álvaro Pastor Gaspar und Antonio Naharro aus dem Jahr 2009.

## Handlung
Daniel beginnt seine neue Arbeit beim Amt für Gleichstellung in Sevilla. Er ist intelligent, einfühlsam und humorvoll, doch ein defekter Fotokopierer kann ihn in den Wahnsinn treiben: Daniel hat das Down-Syndrom. Seine Arbeitskollegin Laura hat ihr Leben nicht im Griff: mit ihrer Familie hat sie gebrochen, nachts dröhnt sie sich in Diskotheken mit Alkohol zu und schläft wahllos mit fremden Männern. Doch als eine von wenigen nimmt sie Daniel trotz seiner Behinderung ernst. Daniel verliebt sich in sie, doch erlebt zunächst eine herbe Abfuhr.
Auch andere Menschen mit Down-Syndrom in Daniels Umfeld haben mit Problemen zu kämpfen: Pedro und Luisa verlieben sich in einer Tanzgruppe ineinander und stoßen damit auf völliges Unverständnis bei ihren Familien. Nur langsam erreichen sie es durch Hartnäckigkeit und die Unterstützung von Laura und Daniel, dass ihre Liebe von ihrem Umfeld akzeptiert wird.
Als Lauras Vater im Sterben liegt, ringt sich Laura nach langem Sträuben dazu durch, in ihre Heimatstadt Madrid zurückzukehren. Der Zuschauer ahnt, dass Lauras Vergangenheit von einem dunklen Geheimnis überschattet wird, doch zu einer Aussprache mit ihrem Vater kommt es nicht mehr. Erst nach seinem Tod erfährt Laura, dass er sie, bevor er ins Koma fiel, um Verzeihung für das gebeten hat, was er ihr angetan hat. Auch Daniel reist nach Madrid, um Laura beizustehen. Die beiden kommen sich wieder näher und gestehen sich gegenseitig ihre Liebe, von der sie aber auch erkennen, dass sie für sie auf Dauer eine Unmöglichkeit ist. Laura erklärt Daniel, dass sie mit ihm in dieser Situation Liebe machen will, jedoch nur ein einziges Mal, nicht mehr – aber auch nicht weniger, wie Daniel glücklich feststellt. Bei seiner Rückfahrt von Madrid wächst in Daniel die Erkenntnis, dass er zwar noch nicht die Liebe seines Lebens gefunden hat, aber an seinen Erfahrungen gewachsen ist.

## Hintergrund
Der Film bezieht seine Authentizität aus der Tatsache, dass die Handlung frei an der Lebensgeschichte des Hauptdarstellers Pablo Pineda (* 1974) angelehnt ist, der als erster Mensch mit Down-Syndrom weltweit einen Universitätsabschluss schaffte. Synchronisiert wurde Pineda in der deutschen Fassung vom Schauspieler Sebastian Urbanski, der ebenfalls mit dem Down-Syndrom geboren wurde.

## Kritik
„Im Spannungsfeld zwischen gesellschaftlicher Angepasstheit und Diskriminierung bewegten sich schon viele schräge Kinohelden, vor Jahren etwa in Hollywood-Erfolgen wie ‚Forrest Gump‘ oder ‚Rain Man‘, heute in kleineren Produktionen wie ‚Adam‘, ‚vincent will meer‘ oder ‚Renn, wenn du kannst‘. Und doch spielt kein Filmstar der Welt so authentisch wie Pablo Pineda, dem mit der Almodóvar-Schauspielerin Lola Dueñas als Laura eine perfekte Partnerin zur Seite steht.“

„Es ist aber leider dieser Solidaritätsanspruch, der diese zuvor so leichthändig angeschobene Liebesgeschichte am Ende ins Kippen zu drohen bringt. So glaubwürdig und selbstverständlich der Annäherungsprozess zwischen Laura und Daniel in Szene gesetzt wurde, so aufgesetzt wirkt der finale amouröse Vollzug. […] Und trotzdem: Wie in ‚Me Too‘ die burschikose Blondine zumindest für einige Augenblicke dem Charmebolzen mit der falschen Chromosomenzahl verfällt, das gehört zu den zärtlichsten Momenten, die das Kino in diesem Jahr bereithält.“

## Auszeichnungen
Festival Internacional de Cine de Donostia-San Sebastián 2009
- Silberne Muschel in der Kategorie Bester Hauptdarsteller für Pablo Pineda
- Silberne Muschel in der Kategorie Beste Hauptdarstellerin für Lola Dueñas

Goya 2010
- Beste Hauptdarstellerin: Lola Dueñas
- Bester Filmsong: Yo, también von Guille Milkyway
- Nominierung in der Kategorie Bester Hauptdarsteller für Pablo Pineda
- Nominierung in der Kategorie Bester Nachwuchsregisseur für Álvaro Pastor Gaspar und Antonio Naharro

Preis der spanischen Schauspielervereinigung 2010
- Beste Film-Hauptdarstellerin: Lola Dueñas